# Empis sedelnikovi
Empis sedelnikovi är en tvåvingeart som beskrevs av Igor Shamshev 2006. Empis sedelnikovi ingår i släktet Empis och familjen dansflugor. Inga underarter finns listade i Catalogue of Life.